# Ralentización económica
Una desaceleración, ralentización o deceleración económica es una disminución transitoria (unos pocos trimestres) en el crecimiento del PIB. Se trata de un periodo en el que de manera transitoria se produce una ralentización en el crecimiento económico (un aumento más lento del PIB) teniendo en cuenta la anterior medición en un lugar determinado. Es un término frecuentemente empleado en el ámbito de la Economía y más concretamente en Macroeconomía.
Básicamente, el primer indicador de la existencia de un proceso de desaceleración es al "advertir en una medición de magnitudes económicas determinadas una tasa de crecimiento menor respecto al último dato tomado de la misma inmediatamente antes".
De esta forma, cuando escuchamos que la economía sufre una desaceleración no se debe interpretar que se esté entrando en una crisis necesariamente. Esto implicaría que nos adentráramos en un periodo de recesión y de registro, o no, de valores negativos. Antes bien, la interpretación correcta es que el crecimiento seguirá con valores positivos, aunque a un ritmo menor al existente hasta el momento. A modo de ejemplo, observaríamos una deceleración en un país A que en 2014 creció con una tasa del 5% y en 2015 presenta un valor de crecimiento del 4,5%.
Durante un período de desaceleración, la actividad económica experimenta una situación degradada: el crecimiento económico es menor que el crecimiento potencial, el desempleo está por encima de su nivel estructural.
No debe confundirse con el estancamiento económico, o con el frenado de la economía (crisis o recesión), aunque suele ser el preludio de ésta.